# 伊東純也
伊東 純也（いとう じゅんや、1993年3月9日 - ）は、神奈川県横須賀市出身のプロサッカー選手。ジュピラー・プロ・リーグ・KRCヘンク所属。ポジションはフォワード（FW）。日本代表。

## 来歴

### クラブ

#### プロ入り前
小学校1年生の時に鴨居SCでサッカーを始めた。中学校入学前に横浜F・マリノスジュニアユースの入団テストを受けたが不合格となり、中学時代は横須賀シーガルズジュニアユースでプレーしたのだった
。
中学校卒業後は家庭の方針で公立高校に進学することを決めていたため、神奈川県立逗葉高校に進学した。同級生には当時横浜F・マリノスユースに所属し、在学中にプロデビューを果たした小野裕二がいた。サッカー部では目立った成績を残せなかったが、複数の大学から推薦入学のオファーがあり、2011年に神奈川大学へ進学した。大学の同級生には高木利弥がいる。
大学3年時の2013年、関東大学サッカー2部リーグで20試合に出場して17得点を挙げ、得点王とベストイレブンを受賞。翌年には同リーグで10得点・12アシストを記録してアシスト王に輝き、2年連続でベストイレブンに選出された。この活躍によりヴァンフォーレ甲府、モンテディオ山形の2クラブから獲得オファーを受け、9月に甲府への加入が内定。同年末には特別指定選手として甲府のトレーニングに帯同した。当時甲府のスカウトを務めていた森淳によれば、大学1年時に流通経済大学とのリーグ戦に初出場した際、たまたま佐々木翔狙いで試合を視察しに行っており、そこで途中出場した伊東のスピードに圧倒され、以後伊東をマークし続けていたという。

#### ヴァンフォーレ甲府
予算規模の小さい甲府は鳴り物入りでプロ入りするような選手を他クラブと競り合って獲得するのは難しく、将来性を感じる隠れた逸材を探していたところ、偶然伊東を見つけた。スカウトの森淳は「全然うまくないんですよ。いまでこそゴールライン深くまでドリブルでえぐり、高速クロスを上げますが、大学時代はそのままタッチラインに出てしまい相手のゴールキックになるシーンも多かったです。ただ、そうした下手さは直るんですが、どんなにトレーニングをしても足は速くなりませんから。視察をするなかでは、この選手をどう使ったら生きるか、甲府で育てられるのかどうか、そんなことをずっと考えていました」「当時の甲府はJ1でしたが、試合出場へのハードルはそれほど高くなかったですから。選手の価値は試合に出場することで上がりますし、仮にJ1にいて出場機会が限られるなら、J2で常に出場した方が経験を積めます。大きなクラブで試合に出たり出なかったりを繰り返すなら、たとえレベルが低かったとしても90分フルに何試合も続ける方が、よっぽど選手は成長するものです」 と話した。2015年3月14日、J1リーグ1stステージ第2節名古屋グランパス戦でプロデビューを果たすと、5月2日の1stステージ第9節鹿島アントラーズ戦では初めてスターティングメンバーに起用され、後半2分にプロ初得点を記録した。同年は主にフォワードとしてリーグ戦30試合に出場し、4得点を記録した。

#### 柏レイソル
2016年1月8日、J1・柏レイソルへ完全移籍することが発表された。シーズン前のキャンプで監督のミルトン・メンデスによりサイドバックにコンバートされ、開幕当初は右SBとして出場していたが、下平隆宏への監督交代以後はウイングハーフやサイドハーフなど攻撃的なポジションで起用されるようになり、1stステージ第8節鹿島アントラーズ戦で移籍後初ゴールを決めた。2ndステージに入るとディエゴ・オリヴェイラ、クリスティアーノと共に3トップを形成し、最終的にリーグ戦合計7得点を記録した。
2017年はリーグ戦全試合に出場し、自身初の日本代表にも選出された。8月13日の第22節清水エスパルス戦では、自陣からドリブルで約70メートルの距離を独走しゴールを決めるなど、計6得点を挙げ、Jリーグ優秀選手賞を受賞した。
2018年シーズンもレギュラーとしてリーグ戦全34試合に出場し、引き続き日本代表にも選ばれ続けたが、チームはリーグ戦17位でJ2降格となった。

#### KRCヘンク
2019年2月、ジュピラー・プロ・リーグのKRCヘンクに期限付き移籍することが発表された。2月21日、UEFAヨーロッパリーグ・決勝T1回戦のSKスラヴィア・プラハ戦で移籍後初出場を果たした。続く24日のロイヤル・アントワープFC戦で途中出場からリーグ戦デビューを果たした。3月17日、第30節のSVズルテ・ワレヘム戦で移籍後初得点を含む1G1Aの活躍を見せた。伊東は14試合に出場し、3G2Aを記録。8シーズンぶりとなるリーグ優勝に貢献した。
2019年9月18日、UEFAチャンピオンズリーグ・グループステージのレッドブル・ザルツブルク戦にて先発出場し、CLデビューを果たす。12月7日、第18節のサークル・ブルッヘ戦にて今季リーグ戦初ゴールを決める。2020年3月30日、ヘンクへの完全移籍が発表された。契約期間は3年。2019-2020シーズンは公式戦37試合に出場し、6G9Aを記録。
2020年11月28日、第14節のサークル・ブルッヘ戦では、2試合連続となるゴールを決め勝利に貢献した。2021年3月19日、第31節のスタンダール・リエージュ戦では2ゴールを決め、シーズン二桁得点に到達した。4月25日のベルギーカップ決勝では先制ゴールを決め、クラブの8シーズンぶりの優勝に貢献した。2020-2021シーズンは公式戦42試合に出場し、12G16Aを記録。
2021年10月18日、ヘンクと24年まで契約を延長したことを発表した。10月31日、第13節のSVズルテ・ワレヘム戦では1G2Aの活躍を見せた。
2021-2022シーズンは公式戦49試合に出場し、8G21Aを記録。リーグ戦では16Aを記録しアシスト王に輝き、年間最優秀ゴール賞との2冠を達成。

#### スタッド・ランス
2022年7月29日、フランス1部のスタッド・ランスへの完全移籍が発表された。8月28日、第5節のオリンピック・リヨン戦で移籍後初ゴールを決めた。
2024年12月3日、ニューヨーク・タイムズが発行するスポーツ紙「The Athletic」は12月時点での2024-25シーズンにチーム内でチャンスを創出した割合の個人ランキングを発表、伊東は5大リーグトップだった。伊東はスタッド・ランスのチームチャンスのうち33.9%を創り出していた。2025年に入ってもレギュラーとして活躍し、このシーズン34試合中33試合に出場し、4ゴール5アシストを記録。また、チャンスクリエイト数が83回でリーグ1位だった。しかし、チームは成績が低迷してリーグ16位で入れ替え戦に挑むこととなった。その入れ替え戦では、セカンドレグに出場するもチームは敗れて2部降格が決定した。

##### KRCヘンク復帰
2025年8月9日スタッド・ランス2部降格に伴い、古巣であるジュピラー・プロ・リーグのKRCヘンクへ復帰、２０２８年６月末までの３年契約で背番号は「１０」ベルギー紙によると、移籍金は２８０万ユーロ（約４億８２００万円）という。

### 代表
2015年11月、U-22日本代表候補合宿に初招集され、2016年1月のAFC U-23選手権2016では予備登録メンバーに選出された。同年6月のキリンチャレンジカップ・南アフリカ戦で代表初出場を果たしたが、リオデジャネイロオリンピックのメンバーからは落選した。
2017年11月29日、EAFF E-1フットボールチャンピオンシップ2017に挑む日本代表に初招集され、12月9日の北朝鮮戦で国際Aマッチ初に出場した。
2018年9月11日、キリンチャレンジカップのコスタリカ戦で日本代表初ゴールを決めた。10月12日、キリンチャレンジカップのパナマ戦で日本代表2試合連続となるゴールを決めた。
2019年10月10日、2022 FIFAワールドカップ・アジア2次予選のモンゴル戦にて3アシストを記録した。2021年3月30日のモンゴル戦では2G3Aを記録し、5得点に絡む活躍を見せた。
森保一監督就任当初から堂安律の控えに甘んじることが多かったものの、アジア最終予選で遂にスタメン奪取を果たした。2021年11月11日、2022 FIFAワールドカップ・アジア3次予選のベトナム戦で決勝ゴールを決めると、2022年2月1日のサウジアラビア代表まで歴代最多タイの最終予選4試合連続ゴールを記録。最終予選では4G2A+PK獲得1回で、計7ゴールに関与（最終予選での日本の得点数は12点だったので、半分以上に関与）。日本代表のワールドカップ出場に大きく貢献した。
2022年11月1日、2022カタールW杯に臨む日本代表に選出された。この大会全試合に出場し、3戦目のスペイン戦ではプレスから堂安律の同点ゴールをアシストした。伊東に得点は生まれなかったものの、チームのベスト16に貢献した。
2024年1月12日〜2月に開催するアジアカップ2023のメンバーに招集された。グループステージ3戦全てに出場したが、性加害疑惑報道（詳細は後述）により途中離脱。
後述の性加害疑惑報道の影響により、同年3月と同年6月の代表戦のメンバーには招集されなかった。同年9月の2026 FIFAワールドカップ・アジア最終予選よりメンバーに復帰した。
2024年9月5日の中国代表戦にて後半32分、右サイドの久保建英から中央でパスを受けた伊東が左足でシュート。相手に当たってコースが変わり、ゴールネットに吸い込まれ、七ヶ月ぶりの代表復帰戦で得点を決めた。

## 人物
2021年11月23日、自身のInstagramで一般女性との結婚を発表した。

## プレースタイル
センターフォワード、右フォワード、右ウイングをポジションとしている。持ち前のスピードを生かしての緩急をつけたドリブル突破からのクロスやシュートを得意とし、守備時には積極的なプレスバックでカウンターを狙うなど、運動量の高さも持ち合わせてている。ストライカーや2トップの一角として起用される一方、日本代表では右フォワードなど、サイドアタッカーとして起用されている。伊東自身は「（センターフォワードだと）自分の持ち味は出せないかなと思う」とやや消極的だという。

## 性加害疑惑報道

### 週刊新潮の報道
2024年1月31日、『週刊新潮』により、伊東と伊東の専属トレーナーによる性加害疑惑が報じられた。記事によると、2023年6月21日に、伊東らは大阪市内のホテルで2人の女性を酒に酔わせ、同意を得ないまま性行為に及び、姦通（いわゆる不倫）及び準強制性交等罪の疑惑があるという。なお、前述の通り伊東は2021年に結婚している。
2023年11月より伊東側は弁護士を通じて女性側と協議してきたが、伊東側の弁護士は「弁護方針が折り合わなかった」として2024年1月27日までに代理人を辞任した。伊東は1月27日に代理人弁護士を加藤博太郎に変更した。

### 主張の変更
『週刊新潮』の記事によれば、伊東側は「性的同意はあった」と主張し、争点は同意の有無であった。しかし、伊東側は、2024年1月27日に弁護士が加藤博太郎に代わって以降は、性交そのものが無かったという主張に変更した。
また、「金銭による示談」などを提示したが折り合わなかったという。女性側は2024年1月18日に刑事告訴に踏み切り、大阪府警天満警察署が担当として告訴状を受理した。なお、『週刊新潮』の編集部による取材申込みに対して、伊東や伊東のマネジメント担当者から2024年1月31日までに返答はなかったという。

### 代表メンバーからの離脱
『週刊新潮』の報道を受け、伊東は1月31日に行われたアジアカップ決勝トーナメント1回戦のバーレーン戦には出場せず、翌2月1日の全体練習にも参加しなかった。JFAは2月1日に伊東の離脱を発表、翌2月2日未明に発表を訂正し離脱しないとしたが、その後協議を重ねた結果、同日午後に離脱が再び発表された。

### スポンサー企業の対応
スポンサー企業は以下の対応を取った。
- JFAメジャーパートナーのクレディセゾンは、伊東が出演する広告やCM、ニュースリリースなどを全て削除した[62]。
- JFAスポンサー企業のアンファーは、公式Xでの伊東関連の投稿を全て削除した[63]。
- 伊東の専属契約企業のプーマは、公式ウェブサイトから伊東の名前と画像を削除した[64]。

### スタッド・ランスの対応
2024年2月1日、スタッド・ランスは伊東に関して「日本人ストライカーの人間的な資質と振る舞いに対して、スタッド・ランスはこれまで一度も疑問視したことはありません」とコメントした。スタッド・ランスのジャン＝ピエール・カイヨ会長も「私は推定無罪にこだわる。（中略）私には彼を信じない理由がない」とコメントした。伊東は日本代表離脱から9日後の2月11日から、スタッド・ランスの試合に出場した。また、2024年7月にスタッド・ランスが行った日本ツアーに伊東も帯同し、全4試合に出場した。

### 伊東側の対応
2024年2月1日、伊東の弁護団は虚偽告訴容疑で大阪府警に女性らへの刑事告訴状を提出した。翌2月2日、加藤は、『週刊新潮』の記事にある伊東と伊東の専属トレーナーの性的行為自体が全くなく、性的同意の有無以前の「でっち上げ」であると主張した。
加藤は、伊東と伊東の専属トレーナーが女性2人とホテルの部屋で一夜を過ごしたことは認めたが、『週刊新潮』が報じた性加害については否定した。女性側の主張を否定する証拠として、「（被害を訴えている）女性がホテルの一室で、サッカー用のジャージを着て熟睡する様子」を撮影した動画や、「純也さんにいい思いさせてあげる会なのかな」などと女性がマネージャーに送ったLINEを提示して反論した。
2月19日、伊東の弁護団は虚偽告訴により名誉を傷つけられたとして、女性2人に約2億円の損害賠償を求める民事訴訟を大阪地方裁判所に提訴した。伊東の代理人である加藤は提訴理由について「日本のサッカー界にとって極めて大事な試合の中で、女性らが告訴を行い、週刊誌に報じさせた。本来禁止されている警察官とのやりとりを録音し、その日のうちに告訴状受理の事実を話し、報じられた。客観的、外形的に事実に基づいていない告訴が行われたと考えている」と説明した。訴状には「当日は試合中に腰を怪我し、肉離れによる股関節痛もあって歩行すら容易ではない状態だったため、性行為に及ぶことは客観的に到底不可能である」とする旨が書かれていたという。また、伊東側の加藤弁護士は、民事訴訟の提訴が遅れた理由について、原告側の告訴状に記載されていた女性の住所に女性が住んでおらず住民票も取れなかったため提訴に時間を要したとした。捜査期間については、「かなり多数の証拠を出して内容を精査してもらっている。（1年かかるということは）私たちの肌感覚ではありません」とした。
7月29日、伊東は女性2人と週刊新潮編集部の編集者ら計5名に対する名誉毀損容疑などの告訴状を東京地方検察庁に提出した。告訴状では「性的暴行の事実は存在せず、記事は真実ではない。取材も明らかに不十分だ」と主張。週刊新潮編集部は「捜査当局から連絡があれば適切に対応する」とコメントした。

### 刑事告訴（双方不起訴処分、検察審査会へ）
大阪府警は2024年1月18日までに女性2人の告訴状を、2024年2月1日までに伊東の告訴状を受理。2024年7月2日、準強制性交致傷容疑で伊東を、虚偽告訴容疑で女性2人を大阪地方検察庁に書類送検した。大阪府警は、両者に起訴を求めない意見をつけたとみられている。
2024年8月9日、大阪地方検察庁は、伊東及び女性2人の双方を嫌疑不十分で不起訴とした。大阪地検は「必要かつ十分な捜査をしたが起訴するに足りる証拠を収集できなかった」としている。伊東は弁護士を通じて「一貫して絶対に罪を犯していないと言ってきましたので、不起訴の判断にほっとしています」とコメントした。また、サッカー日本代表監督の森保一は「よりハードルはなくなった」として9月に始まる2026 FIFAワールドカップ・アジア最終予選の日本代表への招集に前向きな姿勢を見せた。
伊東及び女性2人の双方とも、不起訴処分は不当だとして大阪検察審査会に審査を申し立てた。

### 代表メンバーへの復帰
2024年8月29日、同年9月に行われる2026 FIFAワールドカップ・アジア最終予選の招集メンバーの発表が行われ、伊東の日本代表への復帰が発表された。サッカー日本代表ナショナルチームダイレクターの山本昌邦は「メンバーを決めるのは監督の専権事項でありますので、監督が選ぶというところと、起訴、不起訴ということが理由ではありません」と述べた。また、サッカー日本代表監督の森保一は「彼がスタッド・ランスの選手としてジャパンツアーをして、日本でプレーしていた時にそこにおられるメディアの皆さんを含めて、サポーターの、国民の皆さんが温かく、プレーできる環境があったということで、彼もプレーできる、チームとして活動できるということで判断させていただきました」と述べた。

## 所属クラブ
- 1999年 - 2004年 鴨居サッカークラブ（横須賀市立小原台小学校）
- 2005年 - 2007年 横須賀シーガルズジュニアユース（横須賀市立鴨居中学校）
- 2008年 - 2010年 神奈川県立逗葉高等学校
- 2011年 - 2014年 神奈川大学
  - 2014年 ヴァンフォーレ甲府（特別指定選手）
- 2015年  ヴァンフォーレ甲府
- 2016年 - 2020年   柏レイソル
  - 2019年 - 2020年   KRCヘンク（期限付き移籍）
- 2020年 - 2022年7月  KRCヘンク
- 2022年7月 - 2025年8月  スタッド・ランス
- 2025年8月 -  KRCヘンク

## 個人成績
| 国内大会個人成績 | 国内大会個人成績 | 国内大会個人成績 | 国内大会個人成績 | 国内大会個人成績 | 国内大会個人成績 | 国内大会個人成績 | 国内大会個人成績 | 国内大会個人成績 | 国内大会個人成績 | 国内大会個人成績 | 国内大会個人成績 |
| 年度             | クラブ           | 背番号           | リーグ           | リーグ戦         | リーグ戦         | リーグ杯         | リーグ杯         | オープン杯       | オープン杯       | 期間通算         | 期間通算         |
| 年度             | クラブ           | 背番号           | リーグ           | 出場             | 得点             | 出場             | 得点             | 出場             | 得点             | 出場             | 得点             |
| 日本             | 日本             | 日本             | 日本             | リーグ戦         | リーグ戦         | リーグ杯         | リーグ杯         | 天皇杯           | 天皇杯           | 期間通算         | 期間通算         |
| ---------------- | ---------------- | ---------------- | ---------------- | ---------------- | ---------------- | ---------------- | ---------------- | ---------------- | ---------------- | ---------------- | ---------------- |
| 2015             | 甲府             | 15               | J1               | 30               | 4                | 6                | 0                | 2                | 0                | 38               | 4                |
| 2016             | 柏               | 14               | J1               | 33               | 7                | 6                | 0                | 2                | 0                | 41               | 7                |
| 2017             | 柏               | 14               | J1               | 34               | 6                | 4                | 0                | 4                | 0                | 42               | 6                |
| 2018             | 柏               | 14               | J1               | 34               | 6                | 0                | 0                | 1                | 1                | 35               | 7                |
| ベルギー         | ベルギー         | ベルギー         | ベルギー         | リーグ戦         | リーグ戦         | リーグ杯         | リーグ杯         | ベルギー杯       | ベルギー杯       | 期間通算         | 期間通算         |
| 2018-19          | ヘンク           | 7                | ジュピラー       | 13               | 3                | -                | -                | -                | -                | 13               | 3                |
| 2019-20          | ヘンク           | 7                | ジュピラー       | 29               | 5                | -                | -                | 2                | 1                | 31               | 6                |
| 2020-21          | ヘンク           | 7                | ジュピラー       | 38               | 11               | -                | -                | 4                | 1                | 42               | 12               |
| 2021-22          | ヘンク           | 7                | ジュピラー       | 39               | 8                | -                | -                | 1                | 0                | 40               | 8                |
| 2022-23          | ヘンク           | 7                | ジュピラー       | 1                | 0                | -                | -                | -                | -                | 1                | 0                |
| フランス         | フランス         | フランス         | フランス         | リーグ戦         | リーグ戦         | F・リーグ杯      | F・リーグ杯      | フランス杯       | フランス杯       | 期間通算         | 期間通算         |
| 2022-23          | S.ランス         | 39               | リーグ・アン     | 35               | 6                | -                | -                | 1                | 0                | 36               | 6                |
| 2023-24          | S.ランス         | 7                | リーグ・アン     | 31               | 3                | -                | -                | 0                | 0                | 31               | 3                |
| 2024-25          | S.ランス         | 7                | リーグ・アン     | 33               | 4                | -                | -                | 5                | 0                | 38               | 4                |
| 通算             | 日本             | 日本             | J1               | 131              | 23               | 16               | 0                | 9                | 1                | 156              | 24               |
| 通算             | ベルギー         | ベルギー         | ジュピラー       | 120              | 27               | -                | -                | 7                | 2                | 127              | 29               |
| 通算             | フランス         | フランス         | リーグ・アン     | 99               | 13               | -                | -                | 6                | 0                | 105              | 13               |
| 総通算           | 総通算           | 総通算           | 総通算           | 350              | 63               | 16               | 0                | 22               | 3                | 388              | 66               |

- 2014年は特別指定選手としての出場は無し。

| 国際大会個人成績 | 国際大会個人成績 | 国際大会個人成績 | 国際大会個人成績 | 国際大会個人成績 | 国際大会個人成績 | 国際大会個人成績 |
| 年度             | クラブ           | 背番号           | 出場             | 得点             | 出場             | 得点             |
| AFC              | AFC              | AFC              | ACL              | ACL              | -                | -                |
| ---------------- | ---------------- | ---------------- | ---------------- | ---------------- | ---------------- | ---------------- |
| 2018             | 柏               | 14               | 5                | 1                | -                | -                |
| UEFA             | UEFA             | UEFA             | UEFA EL          | UEFA EL          | UEFA CL          | UEFA CL          |
| 2018-19          | ヘンク           | 7                | 1                | 0                | -                | -                |
| 2019-20          | ヘンク           | 7                | -                | -                | 6                | 0                |
| 2021-22          | ヘンク           | 7                | 6                | 0                | 2                | 0                |
| 通算             | AFC              | AFC              | 5                | 1                | -                | -                |
| 通算             | UEFA             | UEFA             | 7                | 0                | 8                | 0                |

その他の公式戦
- 2018年
  - AFCチャンピオンズリーグ2018 東地区プレーオフ 1試合1得点
- 2020年
  - ベルギー・スーパーカップ 1試合0得点
- 2021年
  - ベルギーリーグ・チャンピオンシップ プレーオフ 6試合1得点
- 2025年
  - リーグ・アン昇降格プレーオフ 1試合0得点

### 出場歴
- Jリーグ初出場 - 2015年3月14日 J1.1st第2節 vs名古屋グランパス（山梨中銀スタジアム）
- Jリーグ初得点 - 2015年5月2日 J1.1st第9節 vs鹿島アントラーズ（県立カシマサッカースタジアム）

## タイトル

### チーム
KRCヘンク
- ジュピラー・プロ・リーグ：1回（2018-19）
- ベルギー・スーパーカップ：1回（2019）
- ベルギーカップ：1回（2020-21）

### 個人
- 関東大学サッカー2部リーグ ベストイレブン：2回（2013年、2014年）
- 関東大学サッカー2部リーグ 得点王：1回（2013年）
- 関東大学サッカー2部リーグ アシスト王：1回（2014年）
- Jリーグ優秀選手賞：1回（2017年）
- ジュピラー・プロ・リーグ ベストイレブン：1回（2020-21）
- JPFAアワード（JPFA）・ベストイレブン：3回（2022年-2024年）

## 代表歴

### 出場大会
- 関東大学選抜
  - 2013年 - 第27回デンソーカップチャレンジサッカー
  - 2014年 - 第28回デンソーカップチャレンジサッカー
- 全日本大学選抜
  - 2014年 - 第11回デンソーカップサッカー日韓大学定期戦
- U-23日本代表候補
  - 2016年 - AFC U-23選手権2016（※予備登録メンバー）
- U-23日本代表
  - 2016年 - キリンチャレンジカップ[81]
- 日本代表
  - 2017年 - EAFF E-1フットボールチャンピオンシップ2017
  - 2018年 - キリンチャレンジカップ
  - 2019年 - AFCアジアカップ2019
  - 2019年 - 2022 FIFAワールドカップ・アジア2次予選
  - 2021年 - キリンチャレンジカップ
  - 2022年 - 2022 FIFAワールドカップ
  - 2023年 - キリンチャレンジカップ
  - 2024年 - AFCアジアカップ2023

### 試合数
- 国際Aマッチ 62試合 14得点（2017年 - ）

| 日本代表 | 国際Aマッチ | 国際Aマッチ |
| 年       | 出場        | 得点        |
| -------- | ----------- | ----------- |
| 2017     | 3           | 0           |
| 2018     | 4           | 2           |
| 2019     | 10          | 0           |
| 2020     | 3           | 0           |
| 2021     | 9           | 5           |
| 2022     | 13          | 2           |
| 2023     | 8           | 4           |
| 2024     | 10          | 1           |
| 2025     | 2           | 0           |
| 通算     | 62          | 14          |

### 出場
| No. | 開催年月日     | 開催都市         | スタジアム                                             | 対戦国                 | 結果         | 監督                       | 試合概要                                                         |
| --- | -------------- | ---------------- | ------------------------------------------------------ | ---------------------- | ------------ | -------------------------- | ---------------------------------------------------------------- |
| 1.  | 2017年12月9日  | 調布             | 味の素スタジアム                                       | 朝鮮民主主義人民共和国 | ○1-0         | ヴァイッド・ハリルホジッチ | EAFF E-1サッカー選手権2017                                       |
| 2.  | 2017年12月12日 | 調布             | 味の素スタジアム                                       | 中国                   | ○2-1         | ヴァイッド・ハリルホジッチ | EAFF E-1サッカー選手権2017                                       |
| 3.  | 2017年12月16日 | 調布             | 味の素スタジアム                                       | 韓国                   | ●1-4         | ヴァイッド・ハリルホジッチ | EAFF E-1サッカー選手権2017                                       |
| 4.  | 2018年9月11日  | 吹田             | パナソニックスタジアム吹田                             | コスタリカ             | ○3-0         | 森保一                     | キリンチャレンジカップ2018                                       |
| 5.  | 2018年10月12日 | 新潟             | デンカビックスワンスタジアム                           | パナマ                 | ○3-0         | 森保一                     | キリンチャレンジカップ2018                                       |
| 6.  | 2018年10月16日 | さいたま         | 埼玉スタジアム2002                                     | ウルグアイ             | ○4-3         | 森保一                     | キリンチャレンジカップ2018                                       |
| 7.  | 2018年11月20日 | 豊田             | 豊田スタジアム                                         | キルギス               | ○4-0         | 森保一                     | キリンチャレンジカップ2018                                       |
| 8.  | 2019年1月13日  | アブダビ         | シェイク・ザイード・スタジアム                         | オマーン               | ○1-0         | 森保一                     | AFCアジアカップ2019                                              |
| 9.  | 2019年1月17日  | アブダビ         | シェイク・ハリーファ国際スタジアム                     | ウズベキスタン         | ○2-1         | 森保一                     | AFCアジアカップ2019                                              |
| 10. | 2019年1月21日  | シャールジャ     | シャールジャ・スタジアム                               | サウジアラビア         | ○1-0         | 森保一                     | AFCアジアカップ2019                                              |
| 11. | 2019年1月28日  | アル・アイン     | ハッザーア・ビン・ザーイド・スタジアム                 | イラン                 | ○3-0         | 森保一                     | AFCアジアカップ2019                                              |
| 12. | 2019年2月1日   | アブダビ         | シェイク・ザイード・スタジアム                         | カタール               | ●1-3         | 森保一                     | AFCアジアカップ2019                                              |
| 13. | 2019年6月5日   | 豊田             | 豊田スタジアム                                         | トリニダード・トバゴ   | △0-0         | 森保一                     | キリンチャレンジカップ2019                                       |
| 14. | 2019年6月9日   | 利府             | ひとめぼれスタジアム宮城                               | エルサルバドル         | ○2-0         | 森保一                     | キリンチャレンジカップ2019                                       |
| 15. | 2019年9月10日  | ヤンゴン         | トゥウンナ・スタジアム                                 | ミャンマー             | ○2-0         | 森保一                     | 2022 FIFAワールドカップ・アジア2次予選                           |
| 16. | 2019年10月10日 | さいたま         | 埼玉スタジアム2002                                     | モンゴル               | ○6-0         | 森保一                     | 2022 FIFAワールドカップ・アジア2次予選                           |
| 17. | 2019年11月14日 | ビシュケク       | ドレン・オムルザコフ・スタジアム                       | キルギス               | ○2-0         | 森保一                     | 2022 FIFAワールドカップ・アジア2次予選                           |
| 18. | 2020年10月9日  | ユトレヒト       | スタディオン・ハルヘンワールト                         | カメルーン             | △0-0         | 森保一                     | 国際親善試合                                                     |
| 19. | 2020年10月13日 | ユトレヒト       | スタディオン・ハルヘンワールト                         | コートジボワール       | ○1-0         | 森保一                     | 国際親善試合                                                     |
| 20. | 2020年11月17日 | グラーツ         | メルクーア・アレーナ                                   | メキシコ               | ●0-2         | 森保一                     | 国際親善試合                                                     |
| 21. | 2021年3月25日  | 横浜             | 日産スタジアム                                         | 韓国                   | ○3-0         | 森保一                     | 国際親善試合                                                     |
| 22. | 2021年3月30日  | 千葉             | フクダ電子アリーナ                                     | モンゴル               | ○14-0        | 森保一                     | 2022 FIFAワールドカップ・アジア2次予選                           |
| 23. | 2021年5月28日  | 千葉             | フクダ電子アリーナ                                     | ミャンマー             | ○10-0        | 森保一                     | 2022 FIFAワールドカップ・アジア2次予選                           |
| 24. | 2021年6月11日  | 神戸             | ノエビアスタジアム神戸                                 | セルビア               | ○1-0         | 森保一                     | キリンチャレンジカップ2021                                       |
| 25. | 2021年9月2日   | 吹田             | パナソニックスタジアム吹田                             | オマーン               | ●0-1         | 森保一                     | 2022 FIFAワールドカップ・アジア3次予選                           |
| 26. | 2021年9月7日   | ドーハ           | ハリーファ国際スタジアム                               | 中国                   | ○1-0         | 森保一                     | 2022 FIFAワールドカップ・アジア3次予選                           |
| 27. | 2021年10月12日 | さいたま         | 埼玉スタジアム2002                                     | オーストラリア         | ○2-1         | 森保一                     | 2022 FIFAワールドカップ・アジア3次予選                           |
| 28. | 2021年11月11日 | ハノイ           | ミーディン国立競技場                                   | ベトナム               | ○1-0         | 森保一                     | 2022 FIFAワールドカップ・アジア3次予選                           |
| 29. | 2021年11月16日 | マスカット       | スルタン・カーブース・スポーツコンプレックス           | オマーン               | ○1-0         | 森保一                     | 2022 FIFAワールドカップ・アジア3次予選                           |
| 30. | 2022年1月27日  | さいたま         | 埼玉スタジアム2002                                     | 中国                   | ○2-0         | 森保一                     | 2022 FIFAワールドカップ・アジア3次予選                           |
| 31. | 2022年2月1日   | さいたま         | 埼玉スタジアム2002                                     | サウジアラビア         | ○2-0         | 森保一                     | 2022 FIFAワールドカップ・アジア3次予選                           |
| 32. | 2022年3月24日  | シドニー         | スタジアム・オーストラリア                             | オーストラリア         | ○2-0         | 森保一                     | 2022 FIFAワールドカップ・アジア3次予選                           |
| 33. | 2022年3月29日  | さいたま         | 埼玉スタジアム2002                                     | ベトナム               | △1-1         | 森保一                     | 2022 FIFAワールドカップ・アジア3次予選                           |
| 34. | 2022年6月6日   | 新宿             | 国立競技場                                             | ブラジル               | ●0-1         | 森保一                     | キリンチャレンジカップ2022                                       |
| 35. | 2022年6月10日  | 神戸             | ノエビアスタジアム神戸                                 | ガーナ                 | ○4-1         | 森保一                     | キリンカップサッカー2022                                         |
| 36. | 2022年6月14日  | 吹田             | パナソニックスタジアム吹田                             | チュニジア             | ●0-3         | 森保一                     | キリンカップサッカー2022                                         |
| 37. | 2022年9月23日  | デュッセルドルフ | デュッセルドルフ・アレーナ                             | アメリカ合衆国         | ○2-0         | 森保一                     | 国際親善試合                                                     |
| 38. | 2022年9月27日  | デュッセルドルフ | デュッセルドルフ・アレーナ                             | エクアドル             | △0-0         | 森保一                     | 国際親善試合                                                     |
| 39. | 2022年11月23日 | ライヤーン       | ハリーファ国際スタジアム                               | ドイツ                 | ○2-1         | 森保一                     | 2022 FIFAワールドカップ                                          |
| 40. | 2022年11月27日 | ライヤーン       | アフメド・ビン＝アリー・スタジアム                     | コスタリカ             | ●0-1         | 森保一                     | 2022 FIFAワールドカップ                                          |
| 41. | 2022年12月1日  | ライヤーン       | ハリーファ国際スタジアム                               | スペイン               | ○2-1         | 森保一                     | 2022 FIFAワールドカップ                                          |
| 42. | 2022年12月5日  | アル＝ワクラ     | アル・ジャヌーブ・スタジアム                           | クロアチア             | △1-1 (PK1-3) | 森保一                     | 2022 FIFAワールドカップ                                          |
| 43. | 2023年3月24日  | 新宿             | 国立競技場                                             | ウルグアイ             | △1-1         | 森保一                     | キリンチャレンジカップ2023                                       |
| 44. | 2023年3月28日  | 大阪             | ヨドコウ桜スタジアム                                   | コロンビア             | ●1-2         | 森保一                     | キリンチャレンジカップ2023                                       |
| 45. | 2023年6月20日  | 吹田             | パナソニックスタジアム吹田                             | ペルー                 | ○4-1         | 森保一                     | キリンチャレンジカップ2023                                       |
| 46. | 2023年9月9日   | ヴォルフスブルク | フォルクスワーゲン・アレーナ                           | ドイツ                 | ○4-1         | 森保一                     | 国際親善試合                                                     |
| 47. | 2023年9月12日  | ヘンク           | セゲカ・アレーナ                                       | トルコ                 | ○4-2         | 森保一                     | キリンチャレンジカップ2023                                       |
| 48. | 2023年10月13日 | 新潟             | デンカビッグスワンスタジアム                           | カナダ                 | ○4-1         | 森保一                     | MIZUHO BLUE DREAM MATCH 2023                                     |
| 49. | 2023年10月17日 | 神戸             | ノエビアスタジアム神戸                                 | チュニジア             | ○2-0         | 森保一                     | キリンチャレンジカップ2023                                       |
| 50. | 2023年11月21日 | ジッダ           | プリンス・アブドゥッラー・アル・ファイサル・スタジアム | シリア                 | ○5-0         | 森保一                     | 2026 FIFAワールドカップ・アジア2次予選兼 AFCアジアカップ2027予選 |
| 51. | 2024年1月1日   | 新宿             | 国立競技場                                             | タイ                   | ○5-0         | 森保一                     | TOYO TIRES CUP 2024                                              |
| 52. | 2024年1月14日  | ドーハ           | アル・トゥマーマ・スタジアム                           | ベトナム               | ○4-2         | 森保一                     | AFCアジアカップ2023                                              |
| 53. | 2024年1月19日  | ライヤーン       | エデュケーション・シティ・スタジアム                   | イラク                 | ●1-2         | 森保一                     | AFCアジアカップ2023                                              |
| 54. | 2024年1月24日  | ドーハ           | アル・トゥマーマ・スタジアム                           | インドネシア           | ○3-1         | 森保一                     | AFCアジアカップ2023                                              |
| 55. | 2024年9月5日   | さいたま         | 埼玉スタジアム2002                                     | 中国                   | ◯7-0         | 森保一                     | 2026 FIFAワールドカップ・アジア3次予選                           |
| 56. | 2024年9月10日  | リファー         | バーレーン・ナショナル・スタジアム                     | バーレーン             | ◯5-0         | 森保一                     | 2026 FIFAワールドカップ・アジア3次予選                           |
| 57. | 2024年10月10日 | ジッダ           | キング・アブドゥッラー・スポーツシティ・スタジアム     | サウジアラビア         | ○2-0         | 森保一                     | 2026 FIFAワールドカップ・アジア3次予選                           |
| 58. | 2024年10月15日 | さいたま         | 埼玉スタジアム2002                                     | オーストラリア         | △1-1         | 森保一                     | 2026 FIFAワールドカップ・アジア3次予選                           |

### ゴール
| #   | 開催年月日     | 開催都市         | スタジアム                                   | 対戦国         | 結果  | 試合概要                               |
| --- | -------------- | ---------------- | -------------------------------------------- | -------------- | ----- | -------------------------------------- |
| 1.  | 2018年9月11日  | 吹田             | パナソニックスタジアム吹田                   | コスタリカ     | ○3-0  | キリンチャレンジカップ2018             |
| 2.  | 2018年10月12日 | 新潟             | デンカビックスワンスタジアム                 | パナマ         | ○3-0  | キリンチャレンジカップ2018             |
| 3.  | 2021年3月30日  | 千葉             | フクダ電子アリーナ                           | モンゴル       | ○14-0 | 2022 FIFAワールドカップ・アジア2次予選 |
| 4.  | 2021年3月30日  | 千葉             | フクダ電子アリーナ                           | モンゴル       | ○14-0 | 2022 FIFAワールドカップ・アジア2次予選 |
| 5.  | 2021年6月11日  | 神戸             | ノエビアスタジアム神戸                       | セルビア       | ○1-0  | キリンチャレンジカップ2021             |
| 6.  | 2021年11月11日 | ハノイ           | ミーディン国立競技場                         | ベトナム       | ○1-0  | 2022 FIFAワールドカップ・アジア3次予選 |
| 7.  | 2021年11月17日 | マスカット       | スルタン・カーブース・スポーツコンプレックス | オマーン       | ○1-0  | 2022 FIFAワールドカップ・アジア3次予選 |
| 8.  | 2022年1月27日  | さいたま         | 埼玉スタジアム2002                           | 中国           | ○2-0  | 2022 FIFAワールドカップ・アジア3次予選 |
| 9.  | 2022年2月1日   | さいたま         | 埼玉スタジアム2002                           | サウジアラビア | ○2-0  | 2022 FIFAワールドカップ・アジア3次予選 |
| 10. | 2023年6月20日  | 吹田             | パナソニックスタジアム吹田                   | ペルー         | ○4-1  | キリンチャレンジカップ2023             |
| 11. | 2023年9月9日   | ヴォルフスブルク | フォルクスワーゲン・アレーナ                 | ドイツ         | ○4-1  | 国際親善試合                           |
| 12. | 2023年9月12日  | ヘンク           | セゲカ・アレーナ                             | トルコ         | ○4-2  | キリンチャレンジカップ2023             |
| 13. | 2023年10月17日 | 神戸             | ノエビアスタジアム神戸                       | チュニジア     | ○2-0  | キリンチャレンジカップ2023             |
| 14. | 2024年9月5日   | さいたま         | 埼玉スタジアム2002                           | 中国           | ◯7-0  | 2026 FIFAワールドカップ・アジア3次予選 |